# Hunger of the Pine
Hunger of the Pine è un brano musicale del gruppo indie rock inglese Alt-J, pubblicato nel 2014 come singolo estratto dal secondo album della band This Is All Yours.

## Video musicale
Il video musicale è stato diretto da Nabil Elderkin e pubblicato una settimana dopo l'uscita del singolo.

## Tracce
1. Hunger of the Pine – 4:59

## Sample
La canzone contiene un sample della voce della cantante statunitense Miley Cyrus, tratto dalla canzone 4x4, che dice: ""I'm a female rebel".